# Galeodes agilis
Galeodes agilis är en spindeldjursart som beskrevs av Pocock 1895. Galeodes agilis ingår i släktet Galeodes och familjen Galeodidae. Inga underarter finns listade i Catalogue of Life.